# Kostel svatého Mikuláše (Šaratice)
Kostel svatého Mikuláše ve Šaraticích je římskokatolický kostel zasvěcený sv. Mikuláši. Je farním kostelem farnosti Šaratice.

## Historie

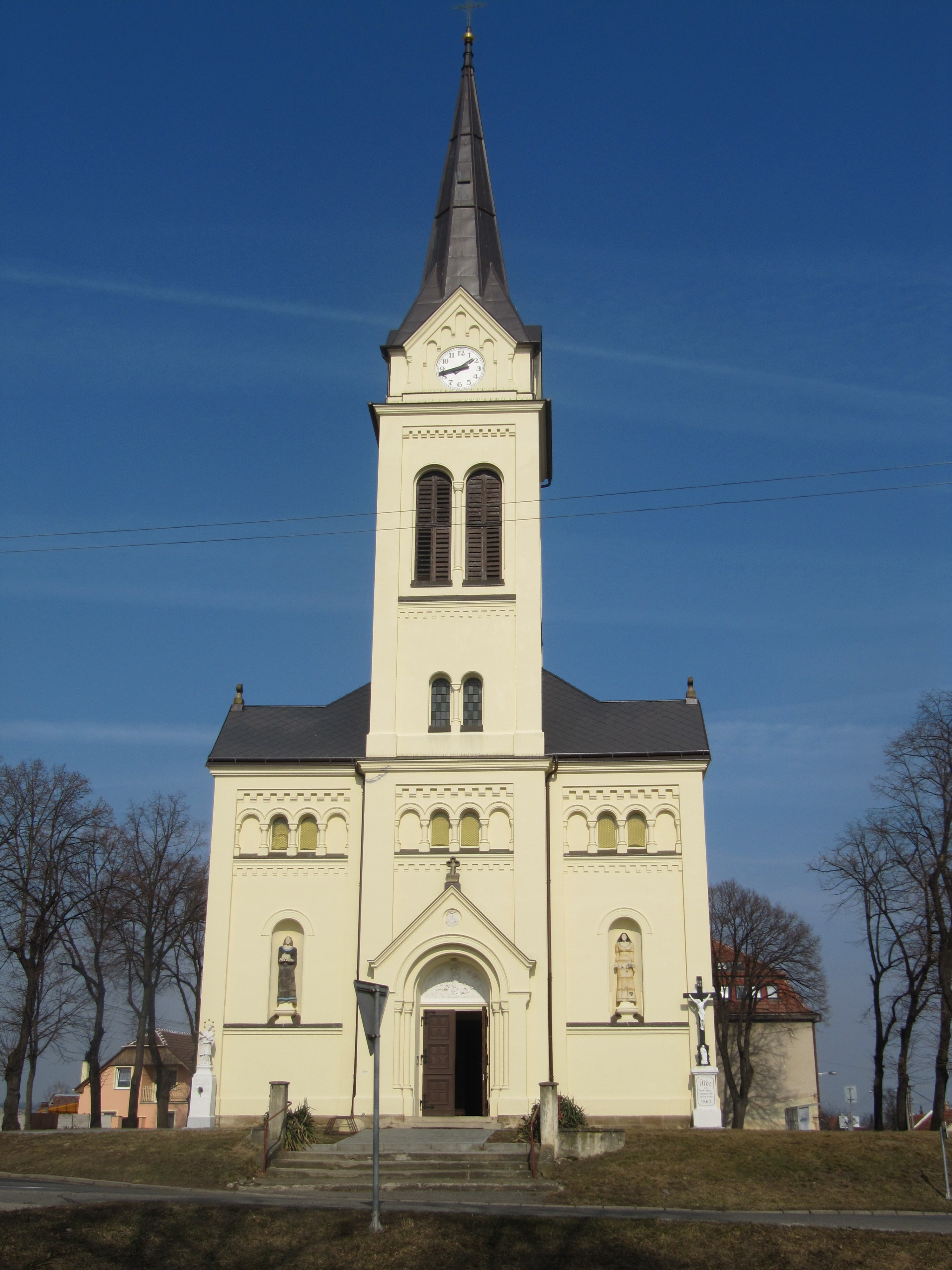
Pohled na kostel zepředu

Na místě současného kostela původně stával malý románský kostel stejného zasvěcení. I přes to, že byl v minulosti mnohokrát rozšiřován byl na konci 19. století kapacitně nevyhovující a pro to byly snahy o postavení nového prostornějšího kostela úspěšné. Poslední mše svatá byla ve starém kostele sloužena dne 1. dubna 1902. Bylo při ní udělováno první svaté přijímání a téhož dne započaly demoliční práce. O zhruba měsíc později proběhlo slavnostní položení a požehnání základního kamene nového novorenesančního kostela a na konci téhož roku byla dokončena hrubá stavba. Dne 4. srpna 1903 byl kostel slavnostně vysvěcen tehdejším brněnským biskupem (a pozdějším kardinálem) Františkem Saleským Bauerem.

## Vybavení
V kněžišti se mimo obětní stůl nachází hlavní oltář se svatostánkem a s oltářním obrazem sv. Mikuláše, který je kopií obrazu původního z roku 1773. Před kněžištěm je umístěna kazatelna, pocházející z původního kostela. V kostele se dále nacházejí dva boční oltáře. Jeden jest zasvěcen sv. Josefovi a druhý Panně Marii Lurdské. Na stěnách jsou připevněny sochy světců. Na kůru jsou varhany pocházejí z roku 1956, kdy byly požehnány. Ve věži jsou zavěšeny dva zvony, první pochází z roku 1523 a druhý z roku 1697.

## Exteriér
Kostel stojí na návsi nedaleko místní základní a mateřské školy. Před vstupem do chrámu se nachází barokní kamenná památkově chráněná socha sv. Jana Nepomuckého z 18. století a litinový kříž z roku 1863. Poblíž dále stojí místní knihovna, obecní úřad s obchodem a poštou, nebo pomník obětem první světové války.

## Galerie

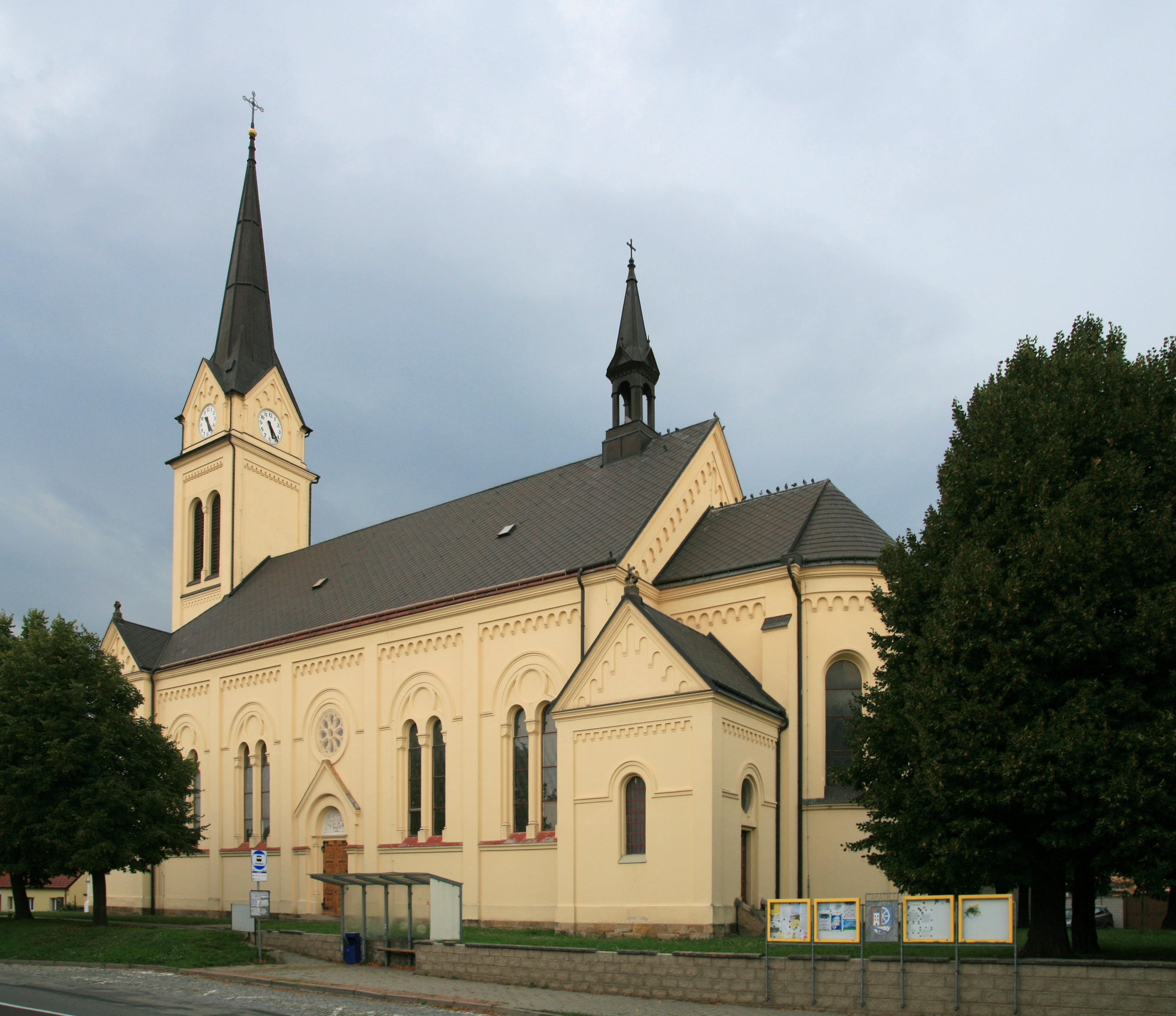
Pohled na kostel zboku
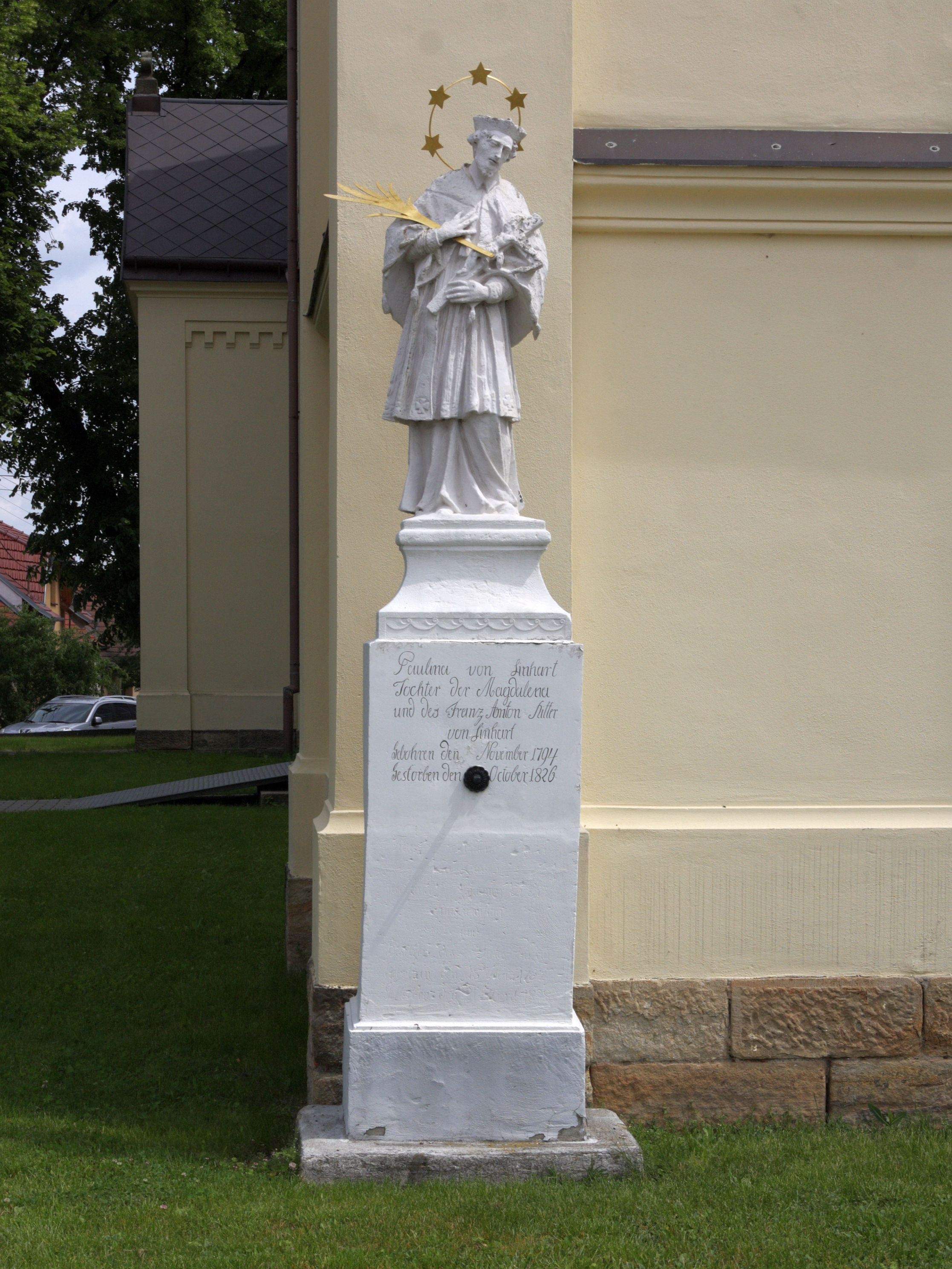
Socha sv. Jana Nepomuckého před kostelem
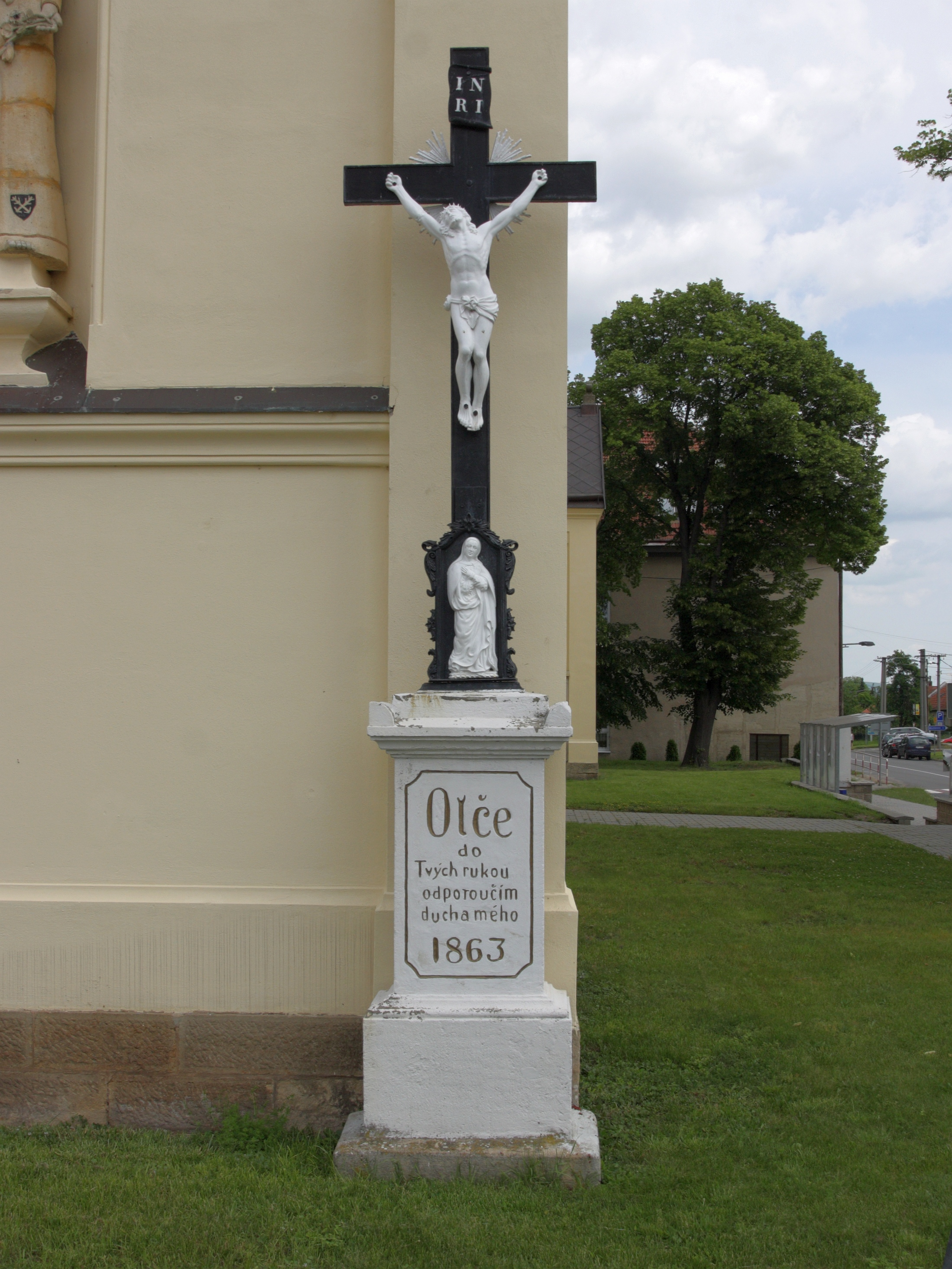
Kříž před kostelem
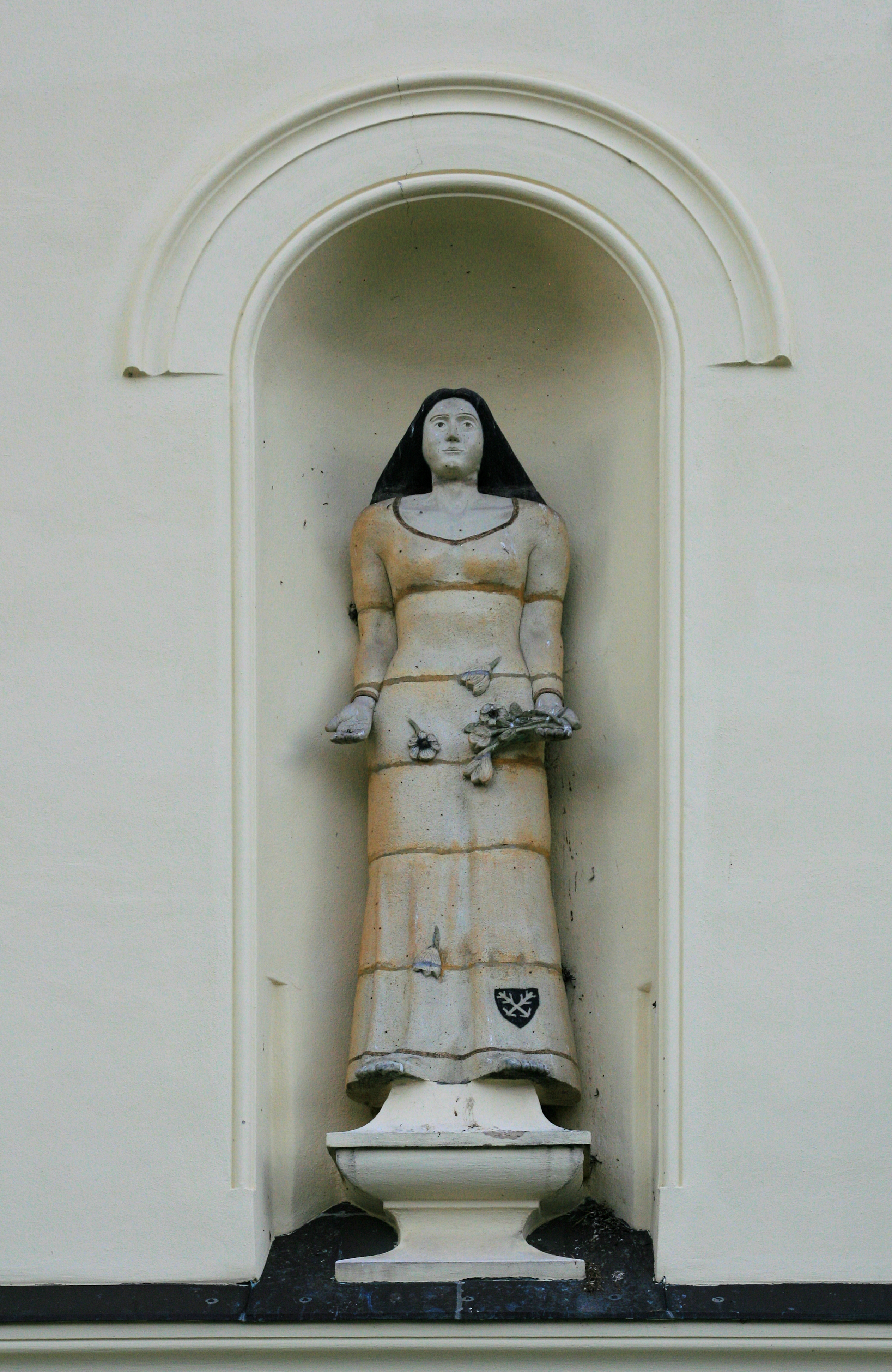
Nika se sochou sv. Zdislavy
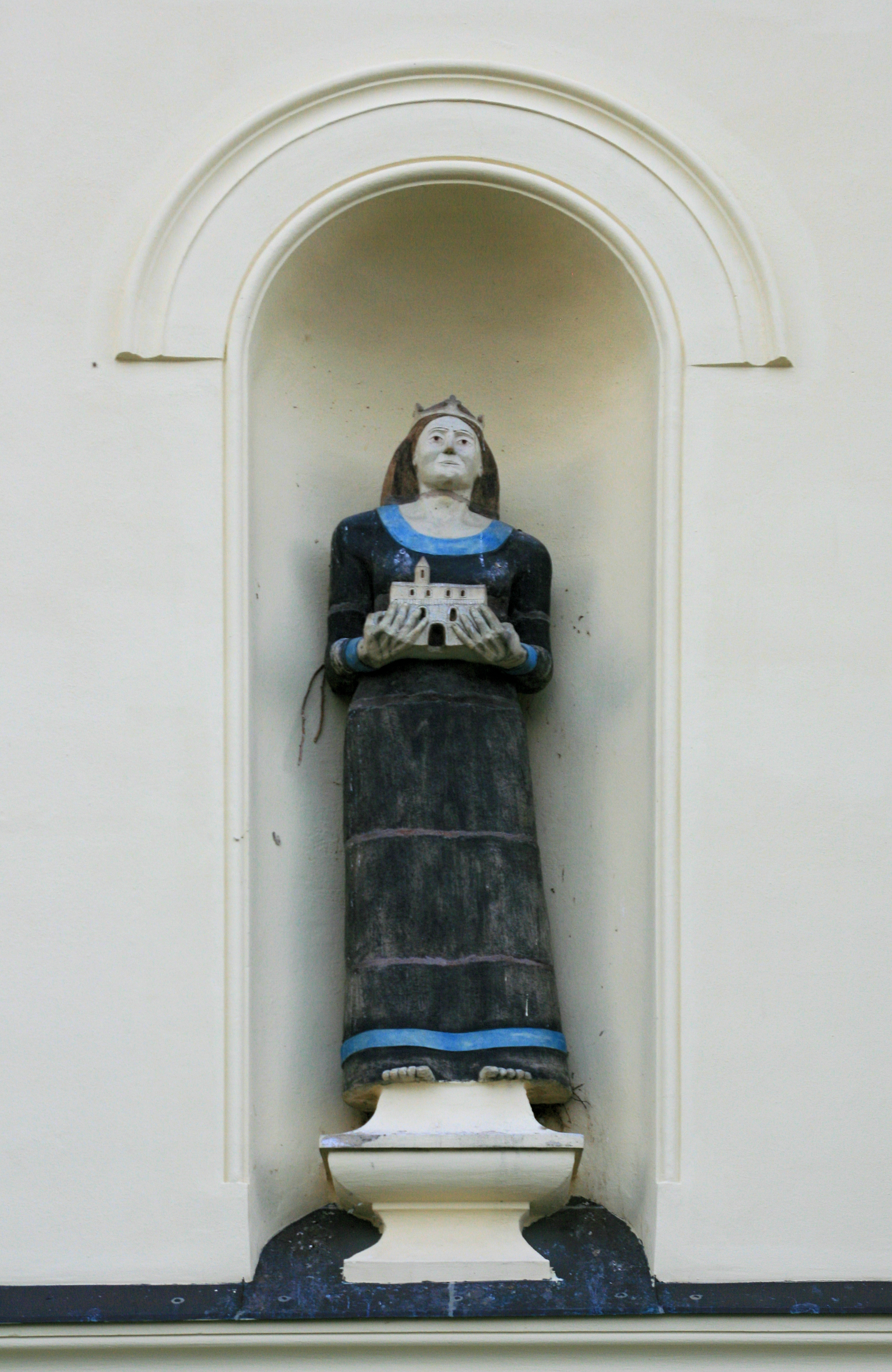
Nika se sochou sv. Anežky České
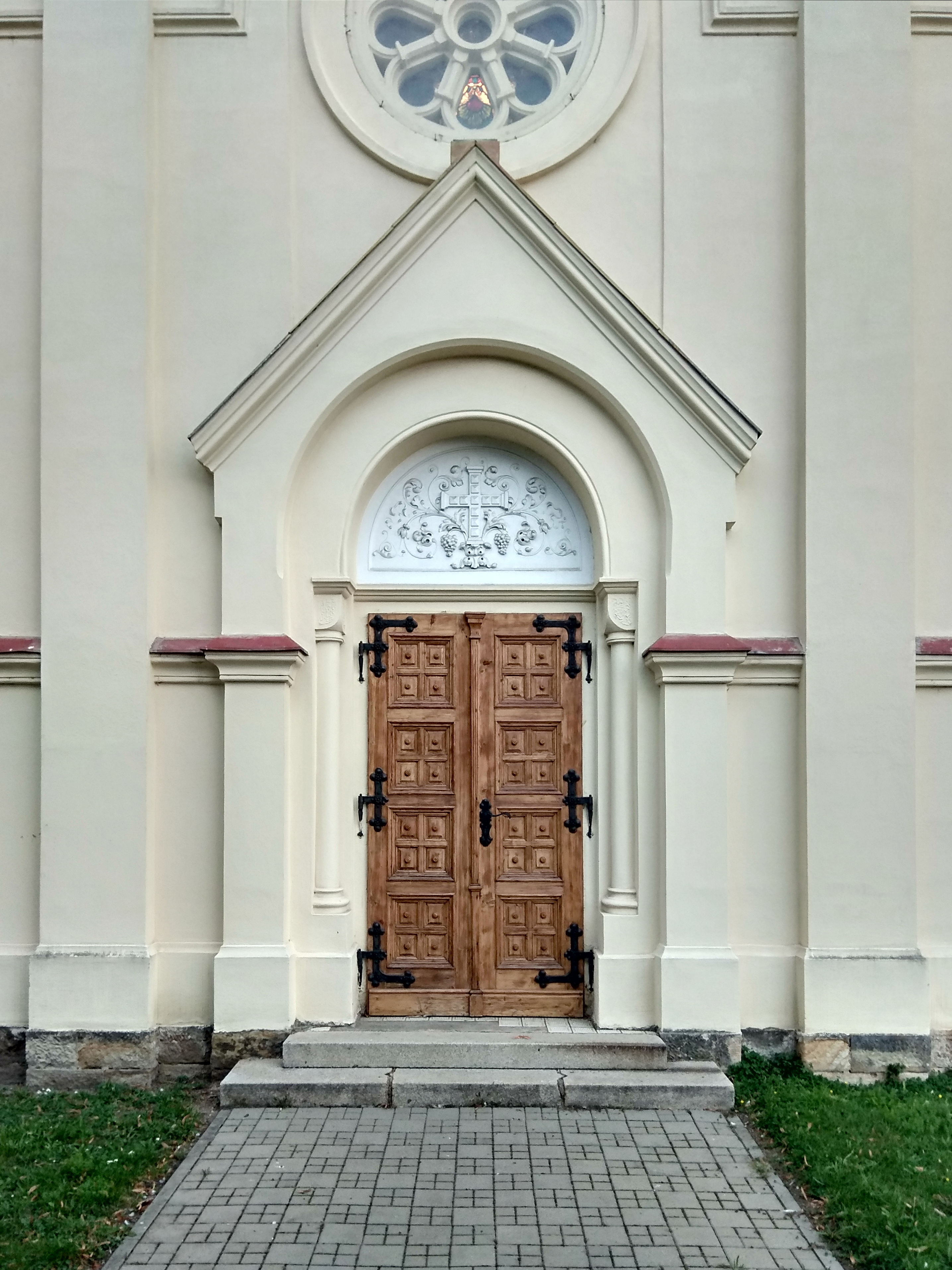
Boční vstup do kostela
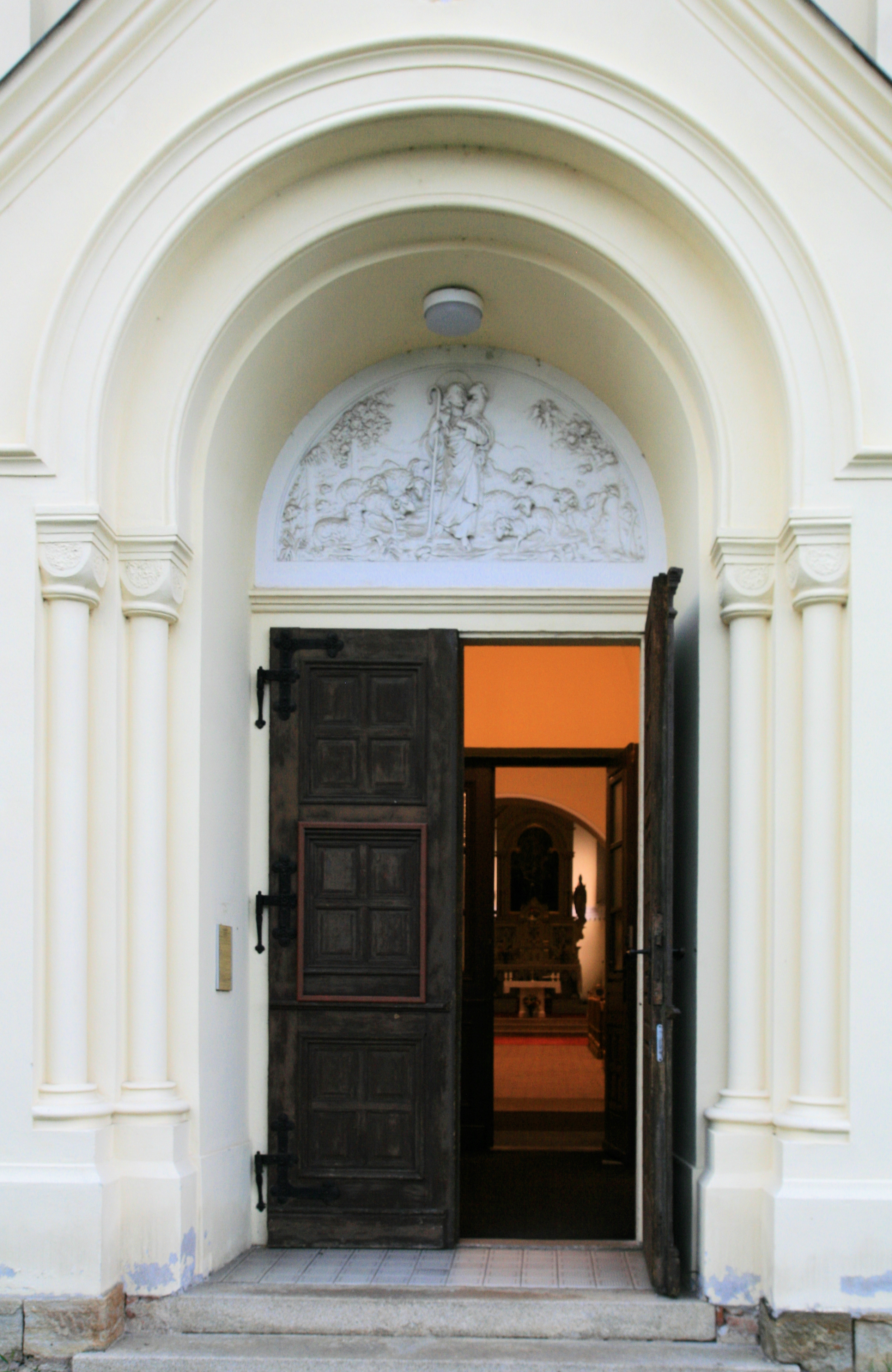
Hlavní vstup do kostela
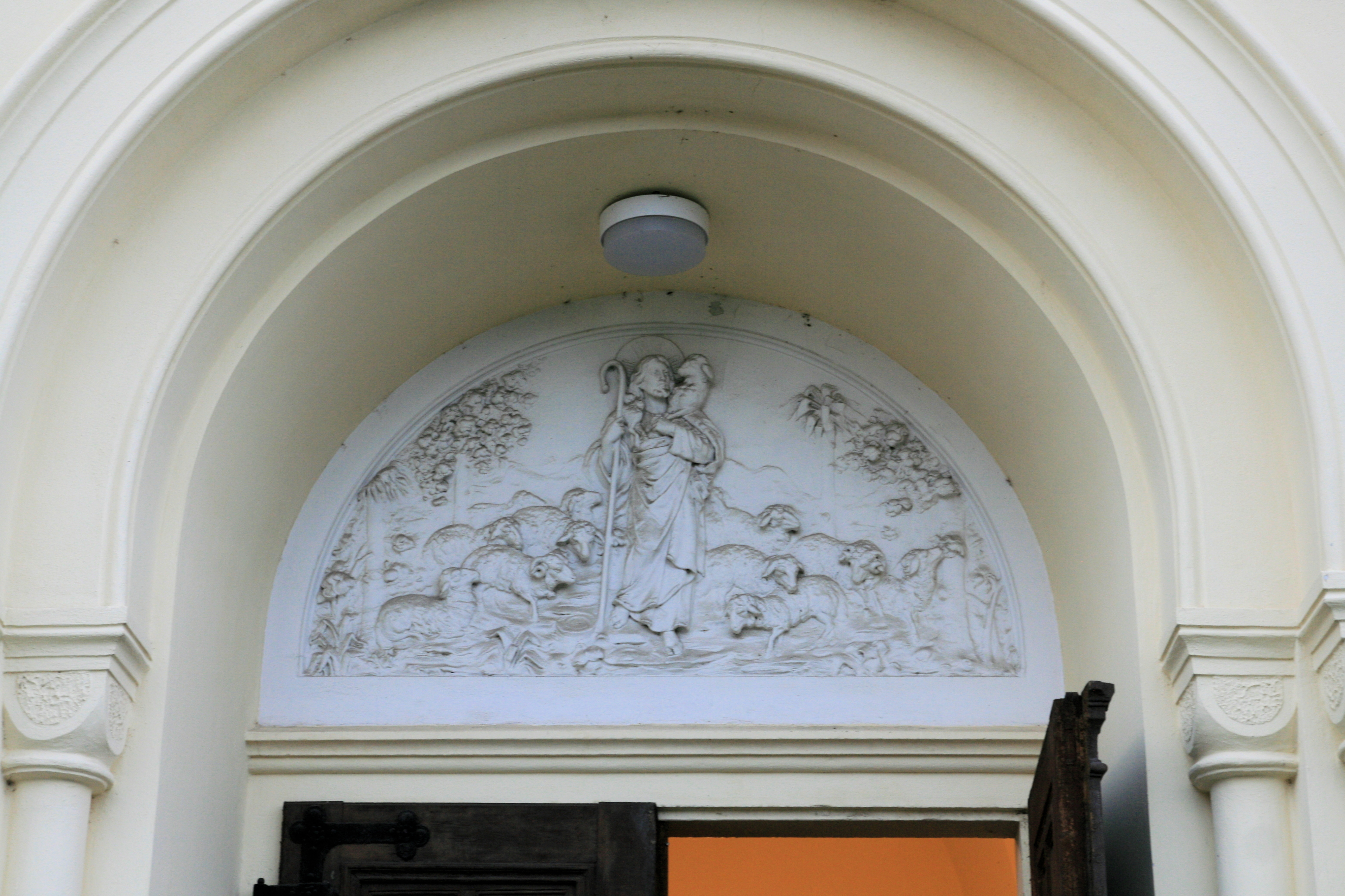
Reliéf nad hlavním vstupem
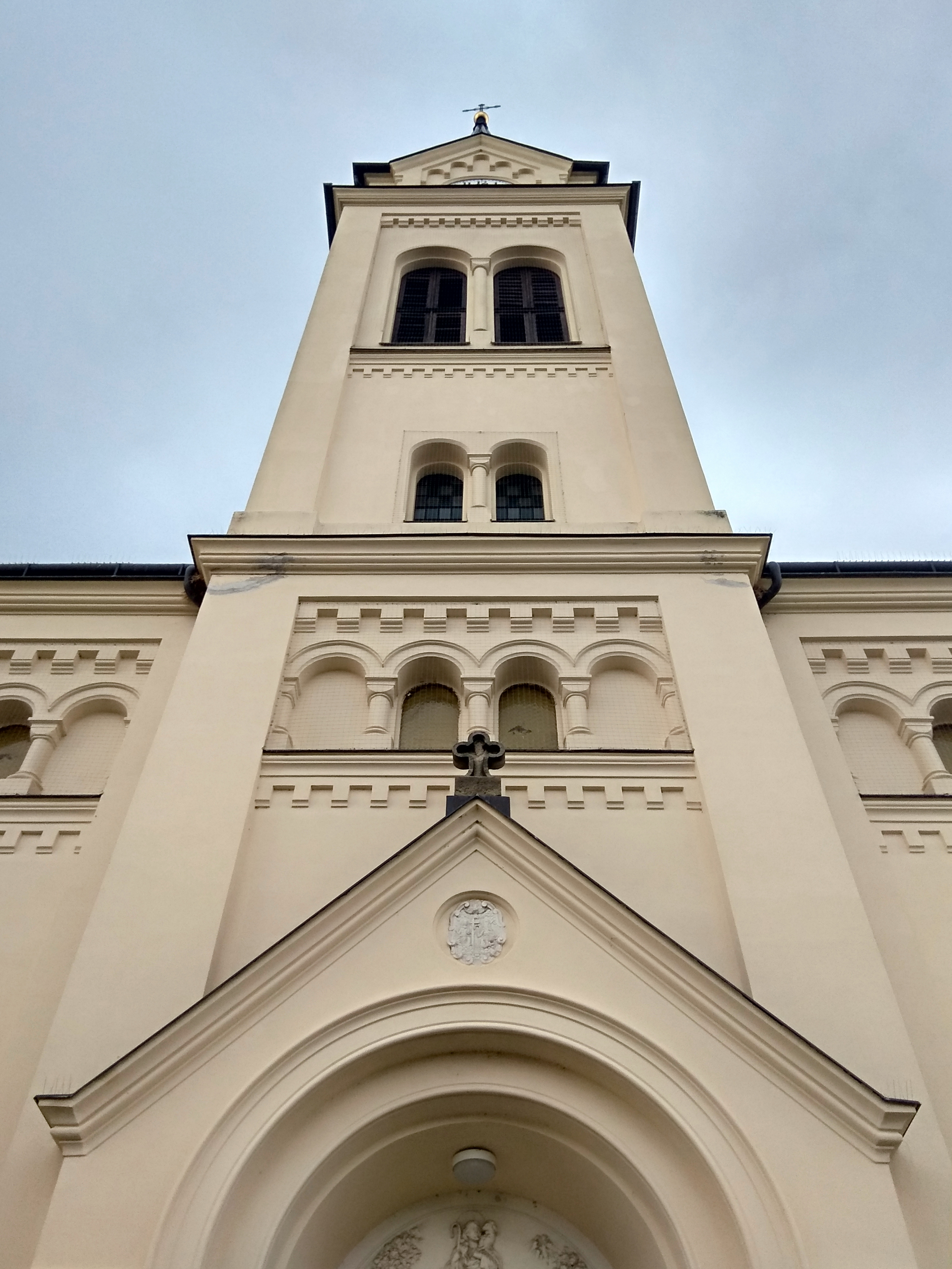
Věž
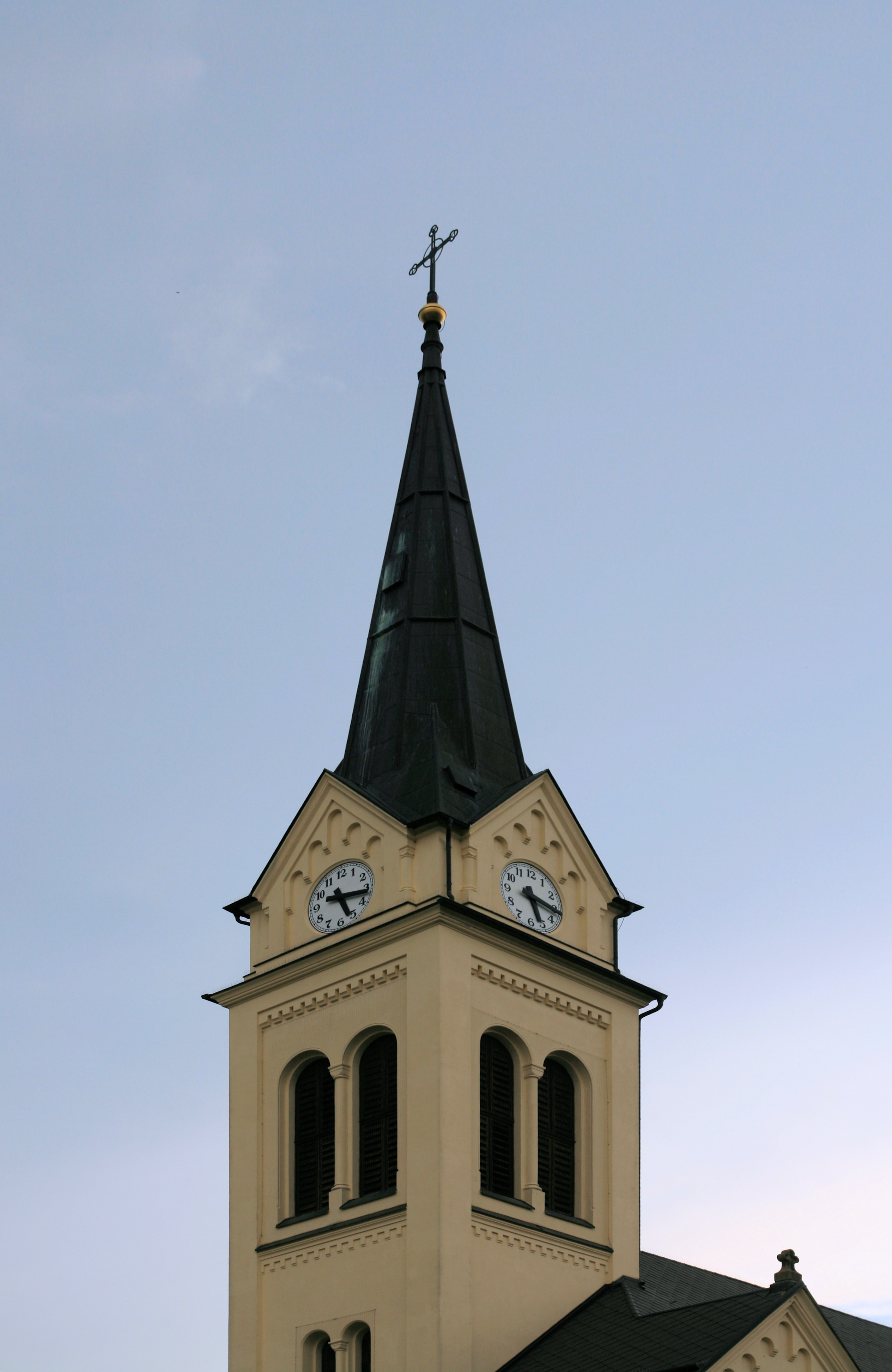
Detail věže
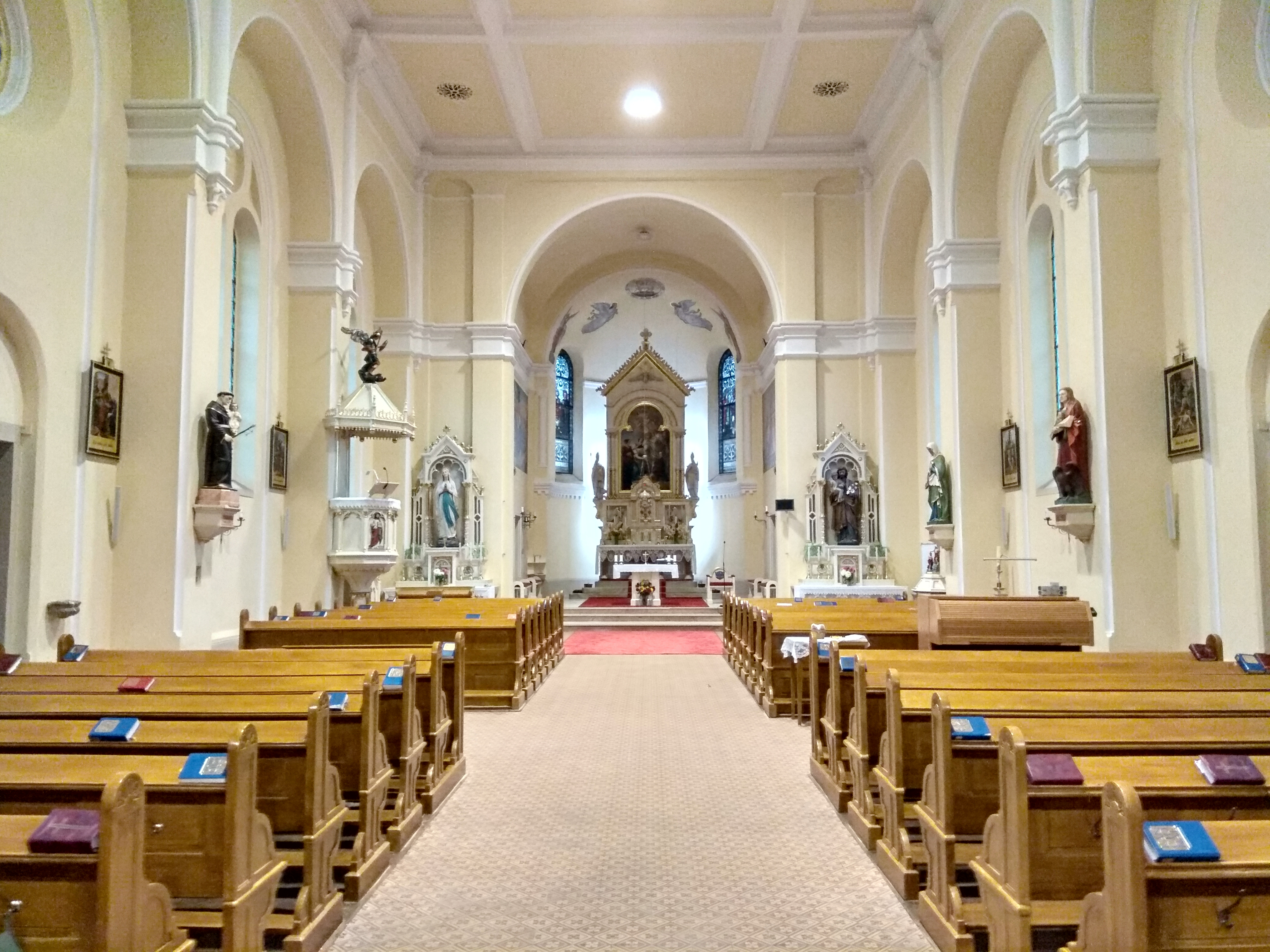
Interiér kostela
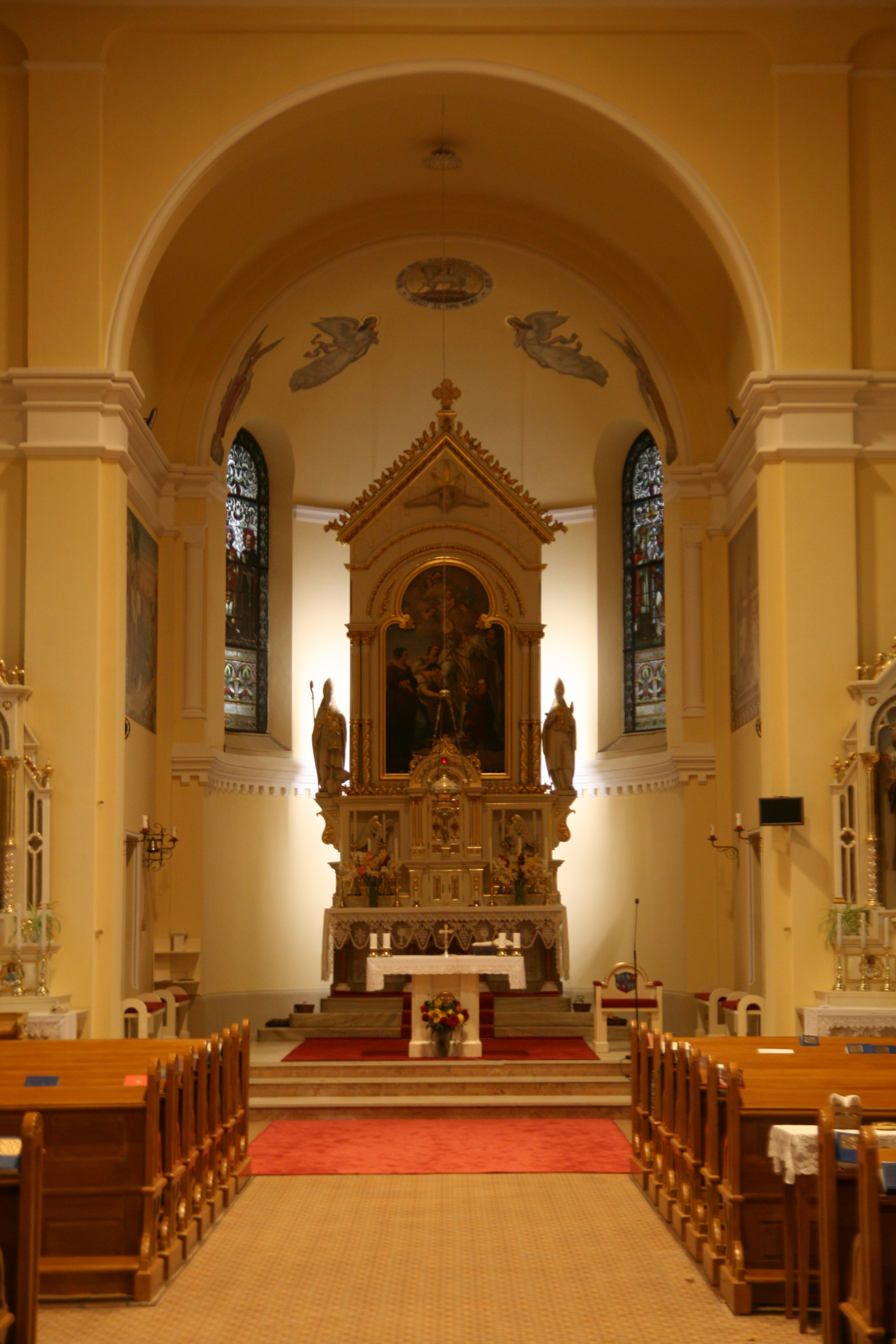
Interiér (v popředí hlavní oltář)

## Odkazy

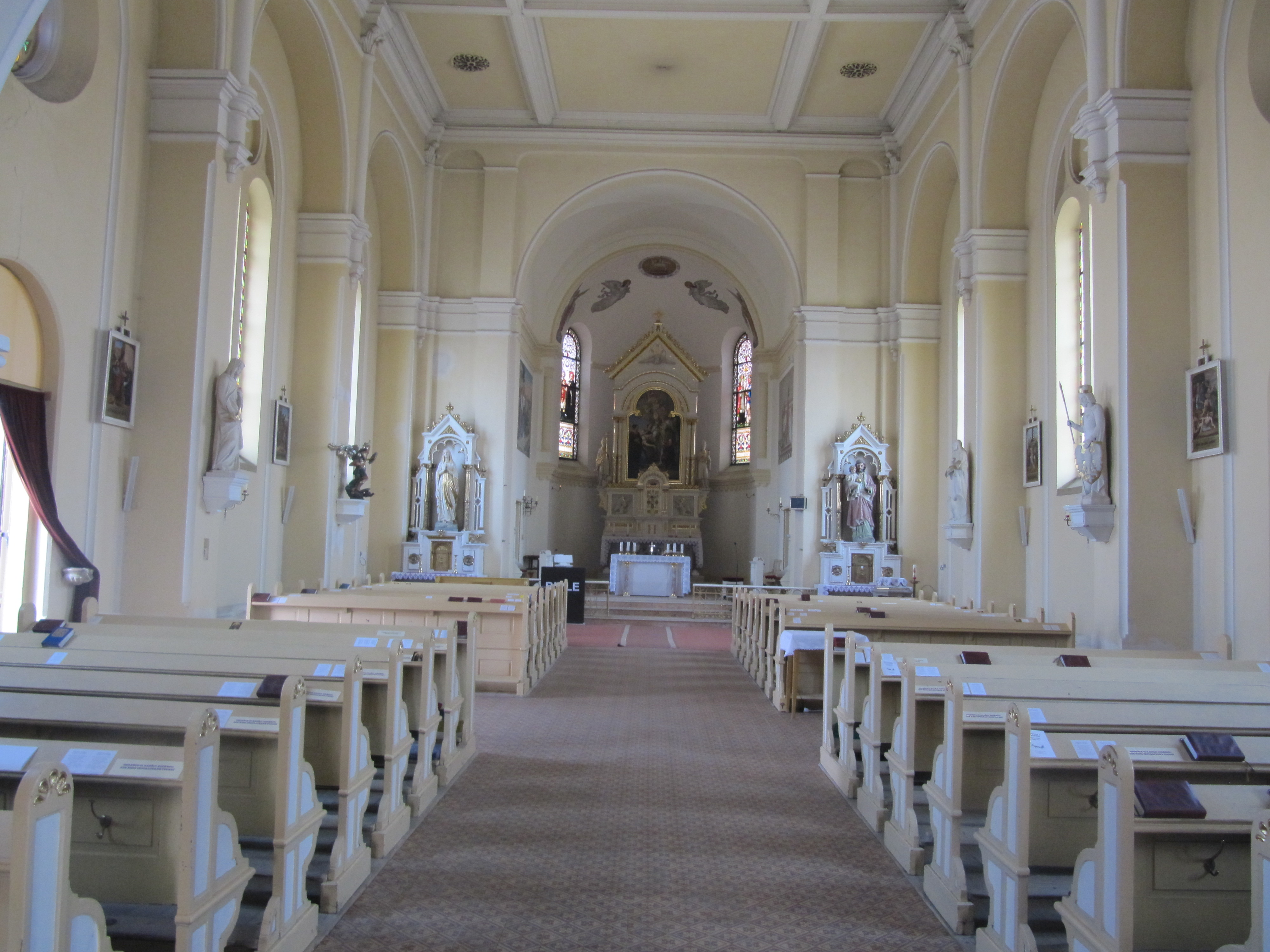
Interiér kostela